# Specklinia wrightii
Specklinia wrightii är en orkidéart som först beskrevs av Heinrich Gustav Reichenbach, och fick sitt nu gällande namn av Carlyle August Luer. Specklinia wrightii ingår i släktet Specklinia och familjen orkidéer. Inga underarter finns listade i Catalogue of Life.